# Большое Качино
Большое Качино — деревня в Чернушинском районе Пермского края. Входит в состав Ананьинского сельского поселения.
Находится примерно в 14 км к северу от центра города Чернушки.

## Население
По состоянию на 1 января 1981 года — 111 человек.
В 2005 году численность населения составляла 30 человек.
По результатам переписи 2010 года численность населения составила 13 человек, в том числе 6 мужчин и 7 женщин.